# Derecho indiano
El Derecho indiano es el conjunto de normas jurídicas que rigieron en las Indias Occidentales durante el período de dominación de la Corona Española. Puede entenderse en un sentido estricto y en uno amplio. En un sentido estricto, se refiere a las "Leyes de Indias" o "Derecho especial de Indias", es decir, al conjunto de leyes y disposiciones promulgadas por los reyes y otras autoridades subordinadas a ellos para establecer un régimen jurídico específico en los territorios americanos. En sentido amplio, incluye además del derecho especial, al Derecho Castellano, el Derecho consuetudinario indígena, las Bulas pontificias, las Capitulaciones entre la Corona y los descubridores y colonos, y la costumbre criolla.
Según el abogado Fernando de Trazegnies, el derecho indiano se caracterizó por un marcado pluralismo jurídico, orientado a integrar a los pueblos indígenas dentro de los Reinos de Indias mediante instituciones com el Fuero la República de indios. Este enfoque jurídico reflejaba la tradición de la Monarquía Compuesta hispánica, en la que distintos reinos coexistían bajo una misma Corona conservando sus propias leyes y autoridades.

## Características del Derecho indiano

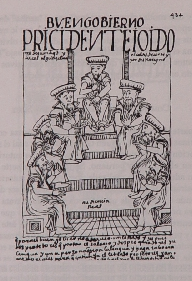
Real Audiencia.

El derecho indiano presenta las siguientes características:
- Es un derecho esencialmente evangelizador: El Papa les había entregado estas tierras a los Reyes Católicos con la condición de que debían evangelizar estos territorios. La impronta religiosa hizo que España en cada acto dejase evidencia de esta particularidad, y estando profundamente convencida solventó en aquella la reconquista peninsular contra el musulmán, y posteriormente, trasladó aquel espíritu al Nuevo Continente. España, prisionera de su fe, vuelca en la conquista de Indias sus marcas históricas, dejando huellas en cada acto, instante y lugar. Además del hondo sentido religioso y espiritual de la evangelización de los indios, la religiosidad reflejada en la normativa ha sido una característica particularísima y de constante presencia en el Derecho Indiano. El catolicismo, religión de la Corona y del Estado, hacía que los actos políticos y jurídicos también tengan una fuerte connotación religiosa, de allí la presencia de los hombres de la Iglesia en los actos de la vida pública y  lógicamente en el episodio central que da origen al nacimiento de una ciudad. Se vuelcan constantemente en el Acta fundacional advocaciones religiosas, cuyos actos se hacen en nombre de Dios y del rey. El Acta fundacional de Corrientes es muestra cabal de ello. En diversos tramos de la misma se manifiesta claramente esta presencia religiosa: Se inicia el protocolo del Acta diciendo: “En el nombre de la Santísima Trinidad Padre, Hijo y Espíritu Santo tres personas y un solo Dios verdadero y de la Santísima Virgen María su madre”. Este encabezamiento expresa fielmente el sentido religioso del acto, el que no será el único de referencia. También en el párrafo referido a las acciones de los protagonistas, se leen frases como “al servicio de Dios nuestro Señor” y, más adelante, al referenciar el juramento de alcaldes y regidores se señala que “cada uno de ellos en forma debida de derecho por Dios Nuestro Señor y por Santa María su madre y por las palabras de los Santos Evangelios y por una señal de Cruz que usarán bien y fielmente los dichos oficios de alcaldes.” Como es de notar, observamos en el Acta fundacional correntina expresiones de una fortísima impronta religiosa, característica de aquel mundo indiano, todavía medieval. Esta cuestión adquirió relevancia especial en la ciudad de las Siete Corrientes, incrustada fuertemente en lo que se conocerá como la tradición del milagro de la Cruz. [3]
- Es un derecho asistemático: La legislación indiana posee una aparente falta de sistematización, es decir, carece de unidad, son normas dispersas sin una sistemática (ajeno a la teorización). Entonces, cada acto legislativo era particular para cada región, pero igualmente, se repetía cualquier reglamentación, ordenada anteriormente, para casos análogos en jurisdicciones políticas diferentes que poseyeran problemas similares. Se entiende así que prácticamente no se presentaron posibles contradicciones jurídicas, no existiendo casos por los cuales se hubiera legislado de un modo diferente a lo que con anterioridad se hubieran legislado en alguna región diferente. Aun así, se trató de poner un poco en orden con la famosa "Recopilación de leyes de Indias" del año 1680.
- Es un derecho casuístico: Esto es porque las normas que emanaban desde la península ibérica no incidían de forma automática en el Nuevo Mundo, ya que estas normas eran revisadas por las autoridades americanas, y si a juicio de estas aquellas resultaban injustas, se le solicitaba al Rey que las revisara. Esto trae como consecuencia una gran cantidad de disposiciones, ya que se legislaba sobre cada caso concreto en busca de generalizar la solución adoptada. Así, surgieron leyes a medida que las circunstancias terminaron exigiéndolas, y reglamentando para casos concretos acorde a sus circunstancias. Presentando un precedente por el cual, cada aporte innovador a la legislación indiana tenía que partir por lo reglamentado anteriormente en cuanto a casos similares. Resaltando que se basaba en los hechos y no en las ideas, para desarrollar consecuente y paulatinamente una inmensa riqueza conceptual basada en la experiencia real.
- Es un derecho en que tiende a predominar el derecho público por sobre el derecho privado: Principalmente se refería a normas administrativas tales como la organización de los Virreinatos, Gobernaciones, Reales Audiencias, etc.
- Es un derecho con una tendencia asimiladora y uniformista: Al ser constituyentes, de una misma corona (Monarquía Hispánica) los reinos españolas de Castilla y de las Indias, eso implicaba en teoría que la ley y las formas de gobierno debían ser semejantes entre los unos y los otros. Por ende, los monarcas castellanos buscaron que la vida jurídica indiana quedara estructurada con base en las concepciones peninsulares. Sin embargo, también debido a que las circunstancias geográficas (y sobre todo sociales y económicas) en América eran diferentes a las de la Península, ello a su vez implicó que las instituciones y el fuero de la legislación indiana terminase variando y diferenciándose en buena medida de la europea, adquiriendo una serie de modalidades propias del ambiente geográfico, social y económico indiano. En ello también influyo las difíciles comunicaciones producto de las largas distancias con la Metrópoli. Finalmente, el contacto entre la tradición jurídica española hacia la realidad americana generará un reajuste en las instituciones españolas para adaptarse a los nuevos territorios, por el que la existencia del indio heredará problemas inicialmente no previstos por la mente peninsular, provocando una legislación original para el ambiente descubierto.
- Es un derecho que tendía a la protección del aborigen: Esto en virtud de los abusos cometidos por los conquistadores.
- Es un derecho fundamentado en el Principio de Personalidad del Derecho: Este Derecho considera las circunstancias personales de los súbditos, es decir, a cada individuo se le aplica el derecho indiano de acuerdo a sus circunstancias personales, a fin de dar a cada cual lo que le corresponde. Se distingue entre razas, estatus nobiliario, profesión u oficio, etc.
- Es un derecho con gran minuciosidad reglamentaria: Gracias a que los monarcas españoles hicieron esfuerzos por preservar todas las riendas de un mundo tan amplio y lejano como el Nuevo Mundo, lo que generó un fuerte interés por entender los múltiples problemas políticos, económicos y sociales que se presentaran en las Indias.
- Es un derecho íntimamente ligado a la moral cristiana y al Derecho natural: La moral tuvo especial relevancia para solucionar todo tipo de problemas. En este derecho se disponía que predomina el Derecho natural por sobre el Derecho positivo. A su vez, la religión católica era uno de los fines esenciales del Estado, no solo por pretensiones, sino en el acto ante la profunda influencia de la Escolástica y el Iusnaturalismo Tomista. Aquello generó una coherencia de pensamiento en el poder político español a lo largo de 3 siglos, pese a la transición de reyes o dinastías como los Habsburgos a Borbones en la monarquía, o de administradores y ministros en el estado español.

Según el abogado Fernando de Trazegnies, el derecho indiano se destacó por un Pluralismo jurídico para lograr la integración de los indígenas y sus tradiciones sociopolíticas en los Reinos de Indias a través del Fuero la República de indios y de manera análoga a la práctica de Monarquía Tradicional y Compuesta que ya estaba siendo practicada por la Monarquía Hispánica y los Habsburgo:

"En realidad, el espacio político y jurídico que pudiéramos llamar España, estaba conformado por reinos diferentes con sus propios reyes y sistemas administrativos, los que con el tiempo habían llevado adelante una unificación de las Coronas a través de los matrimonios entre las distintas familias reales. Sin embargo, aunque existiera una sola Corona, la diversidad de los reinos se mantenía, con sus propios fueros, con su derecho nacional. De manera que, al tomar posesión de América, la Corona de Castilla procede de forma semejante que en España para manejar la diversidad; y es así como reconoce dos grandes reinos: el de Nueva España (hoy México) y el de Nueva Castilla (hoy Perú). Y su primera reacción es gobernarlos en la misma forma plural como en España, es decir, integrando las costumbres y autoridades locales dentro de una perspectiva política mayor representada por la Corona de Castilla (...) pretende crear dos “repúblicas” bajo una misma Corona: la “república de españoles” y la “república de indios”, cada una con sus autoridades y reglas propias, aunque ambas sometidas a los mandatos de la Corona."
Fernando de Trazegnies